# Liste des plus grandes entreprises japonaises
La liste ci-dessous répertorie les 20 plus grandes entreprises japonaises par chiffre d'affaires de 2015 selon le Forbes Global 2000. Les chiffres ont été publiés en 2015 et sont indiqués en milliards de dollars américains.

## Classement 2015
| Rang | Entreprise                    | Chiffre d'affaires (en milliards de $) | Profit (en milliards de $) | Siège social | Secteur            |
| ---- | ----------------------------- | -------------------------------------- | -------------------------- | ------------ | ------------------ |
| 1    | Toyota Motor                  | 252,2                                  | 19,1                       | Toyota       | Automobile         |
| 2    | Honda Motor                   | 117,1                                  | 5,6                        | Tokyo        | Automobile         |
| 3    | Eneos Holdings                | 111                                    | -1,5                       | Tokyo        | Énergie            |
| 4    | Nissan Motor                  | 106,7                                  | 4,3                        | Yokohama     | Automobile         |
| 5    | NTT                           | 104,7                                  | 5,2                        | Tokyo        | Télécommunications |
| 6    | Hitachi                       | 91,3                                   | 3                          | Tokyo        | Électronique       |
| 7    | Toyota Tsusho                 | 81,5                                   | 0,8                        | Yokohama     | Commerce           |
| 8    | Softbank                      | 80,6                                   | 5,8                        | Tokyo        | Télécommunications |
| 9    | Sony                          | 76,9                                   | -1,5                       | Tokyo        | Électronique       |
| 10   | Marubeni                      | 74,1                                   | 1,2                        | Tokyo        | Commerce           |
| 11   | Panasonic                     | 73,5                                   | 0,2                        | Kadoma       | Électronique       |
| 12   | Mitsubishi                    | 73,1                                   | 3,8                        | Tokyo        | Conglomérat        |
| 13   | Tepco                         | 63,9                                   | -1,5                       | Tokyo        | Électricité        |
| 14   | Toshiba                       | 63,2                                   | 0,8                        | Tokyo        | Électronique       |
| 15   | Dai-ichi Life                 | 60,9                                   | 1,3                        | Tokyo        | Assurance          |
| 16   | ÆON                           | 57,6                                   | 0,5                        | Chiba        | Distribution       |
| 17   | Seven & I Holdings            | 55,7                                   | 1,6                        | Tokyo        | Distribution       |
| 18   | Nippon Steel & Sumitomo Metal | 53,5                                   | 1,9                        | Tokyo        | Acier              |
| 19   | Itochu                        | 53,1                                   | 2,8                        | Tokyo        | Commerce           |
| 20   | Mitsui                        | 52,7                                   | 3,5                        | Tokyo        | Conglomérat        |